# Polypedilum sibadeeum
Polypedilum sibadeeum är en tvåvingeart som beskrevs av Sasa, Sumita och Suzuki 1999. Polypedilum sibadeeum ingår i släktet Polypedilum och familjen fjädermyggor. Inga underarter finns listade i Catalogue of Life.